# Vino el amor
Vino el amor è una telenovela messicana, prodotta da José Alberto Castro, su Televisa. È un adattamento della telenovela cilena, La chúcara.
La telenovela tocca il tema dell'emigrazione messicana negli Stati Uniti d'America in cerca de "Il sogno americano". È registrata nei vigneti di Napa e Sonoma, in California.

## Cast
- Irina Baeva[3] - Luciana Muñoz
- Gabriel Soto[4]: David Querce
- Kimberly Dos Ramos: Graciela
- Cynthia Klitbo: Marta Vda. Di Muñoz
- Azela Robinson: Lilian
- Christian Della Campa: Juan Téllez
- Raúl Coronado: Miguel
- Bárbara López: Erika
- Laura Carmine: Lisa Di Querce
- Alejandro Ávila: Marchi Muñoz
- Juan Vidal: Bryan Gutiérrez
- Luciano Zacharski: Carlos Fiori, "il Tano"
- Mario Loria: Ramón
- José Eduardo Derbez: Leone Muñoz
- Mare Contreras: Susan
- Verónica Jaspeado: Sonia
- Sofia Castro: Fernanda Querce
- Moisés Arizmendi: César
- Gloria Aura: Perla
- Rubén Zamora: César
- Emilio Beltrán: Bob Querce
- Yanet Sedano: Carito
- Rodrigo Sale